# 大正世代
大正世代（たいしょうせだい）とは、大正元年7月30日から大正15年12月25日までの15年間（大正時代）に誕生した世代のこと。すなわち、大正生まれのことである。西暦で言うと1912年から1926年生まれまでに相当する。

## 大正時代生まれ

### 大正世代の時代背景
| 年                          | 大正元年（1912年）生まれ | 大正15年（1926年）生まれ | 主な出来事                            |
| --------------------------- | ------------------------ | ------------------------ | ------------------------------------- |
| 1926年（大正15年/昭和元年） | 14歳                     | 00歳                     | 昭和へ改元                            |
| 1937年（昭和12年）          | 25歳                     | 11歳                     | 支那事変（日中戦争）                  |
| 1941年（昭和16年）          | 29歳                     | 15歳                     | 大東亜戦争（太平洋戦争）              |
| 1945年（昭和20年）          | 33歳                     | 19歳                     | 終戦                                  |
| 1952年（昭和27年）          | 40歳                     | 26歳                     | サンフランシスコ講和条約              |
| 1964年（昭和39年）          | 52歳                     | 38歳                     | 東京オリンピック                      |
| 1973年（昭和48年）          | 61歳                     | 47歳                     | 第1次石油危機                         |
| 1989年（昭和64年/平成元年） | 77歳                     | 63歳                     | 平成へ改元                            |
| 1995年（平成7年）           | 83歳                     | 69歳                     | 阪神・淡路大震災                      |
| 2011年（平成23年）          | 99歳                     | 85歳                     | 東日本大震災 （東北地方太平洋沖地震） |
| 2019年（平成31年/令和元年） | 107歳                    | 93歳                     | 令和へ改元 （令和時代）               |

### 概要
大正時代は、明治時代以降の近代の年号（明治・大正・昭和・平成）の中で15年間という最も短い期間であった。1年間の出生数は明治初期の100万人程度から大正世代は200万人程度まで倍増した。2012年（平成24年）に大正元年生まれが100歳以上となった。
1932年（昭和7年）に1912年（大正元年）生まれが成人した。1932年（昭和7年）〜1945年（昭和20年）の十五年戦争の期間内に20歳の成人となった大正世代の男子は成人と同時に召集令状（赤紙）が来て日本軍の軍人となった。最後の大正世代の1926年（大正15年）生まれは、1946年（昭和21年）に成人した。「大正生まれ」と云う曲が昭和時代の戦後期に誕生した。作詞者が小林朗であり、女性篇は作詞が佐々木律子と玉城百合子で楽譜はニ短調四拍子の曲で、作曲は大野正雄で編曲は大前成之である。
幼年期に第一次世界大戦があり、大正時代に帝国主義や藩閥政治が終焉していた。大正デモクラシーによる民力涵養運動・部落解放運動・労働運動・婦人解放運動・普選運動があった。その結果、民本主義思想が国民に広まった事によって大正時代末期から政党政治が行われるようになった。昭和初期に民政党・政友会の二大政党から内閣総理大臣が天皇から任命された。また全ての成人した国民男子が、選挙権を獲得する普通選挙法が大正末期に成立して、昭和初期に普通選挙が行われた。
子供時代（小学生時代）に関東大震災で被災した体験がある最年少の世代である。大正デモクラシーの時代に生まれた「大正世代」は大正時代の中心思想であった吉野作造が唱えた民本主義による思想の影響でリベラルな思想を持っていた。
軍事費の増大と植民地経営のコスト増大と世界大恐慌による収入減で財政難となっていた。大正自由教育運動など欧米で活発化していた新教育運動が日本にも輸入されて、1920年代から1930年代前半にかけて教育された世代である。
自由主義の影響を受けて、家制度によるお見合い結婚から恋愛を謳歌する風潮や、個性を重視する教育・作文による教育・私立学校による教育が盛んになっていた。大正時代には、明治時代までは帝国大学のみだった大学が急増していた。明治時代までは専門学校扱いであった私立大学が大学令により認可されて、高等教育が普及した。当時はまだ義務教育のみの小学校卒業の学歴が大半であり、大学生はエリートであったが、都市部を中心に大学を卒業したインテリ層が増加してサラリーマン層が誕生した。学歴社会や企業社会の基礎となる高学歴化や都市化が進展した。箱根駅伝や高校野球など戦前から始まり戦後になっても続いている部活動が盛んになった世代である。帝国大学・旧制大学・旧制高校・旧制中学で戦前期に最後の大日本帝国の教育制度を受けた世代である。

文化的には大正ロマンや昭和モダンなどの影響で、歌謡曲や洋服などの衣装や洋食文化が普及した。ロシア革命など社会主義思想の影響を受けて、労働問題や貧困問題で左翼思想が台頭した。天皇制を否定する危険思想と解釈した日本政府は、左翼思想への対策として、尋常小学校向けの国定教科書の改訂を行い、尊王精神を強化したり、靖国神社を信仰する右翼思想教育や軍国主義を強化する思想教育を行った。

## 人口論研究者による世代的特徴

### 大日本帝国最後の正規軍人世代
大正世代は大正時代から昭和時代の戦前期にかけて学生時代を過ごして、最後の大日本帝国の戦時下でない正規の教育制度を受けた世代である。小学校時代に修身などの授業で尊皇などの教育を受けた。男性が正規兵として従軍して、戦争前から〜戦中までの時期に軍隊経験があるのはこの世代が最後である。昭和一桁世代も軍隊経験があるもの、予科練や最末期であり、大正世代は最後の正規期間で教育を受けた職業軍人の世代であり、最後の正規徴兵制度の対象世代であった。大正時代に誕生した男性は30歳の壮年期までに約4割が死亡した。戦死で約14%、その他の理由で約26%の男性が死亡した事で、大正世代の男性人口は急減した。令和初期（2022年）に退役軍人の平均年齢が100歳以上になった。

### 戦死が多い世代
多数が学徒出陣した。1950年（昭和25年）の人口統計では20歳（1930年生まれ）から44歳（1906年生まれ）までは、男性の数（明治末期世代から〜大正世代〜昭和初期生まれ世代までの男性人口）が女性人口を下回っていた。特に大正世代の、25歳（1925年（大正14年）生まれ）から34歳（1916年生まれ）までの男女の人口を比べる男女比は、100万人以上男性人口が女性人口より少なかった。大正時代に誕生した日本人の男子1348万人のうち、約200万人近くが戦死した。さらに、1921年（大正10年）生まれから1926年（大正15年）生まれの大正末期世代では、7分の1以上の男性が戦死している。

### 男女比
戦争で多数の日本軍兵士が戦死したため大正世代の若い男性が少数となり、トラック一杯の女に男が一人の割合と呼ばれるまでの男性不足の問題があった。若い女性は結婚難になった。女性の方が圧倒的に多かった事から男性は容易に結婚が出来て生涯未婚率は極めて低い1%以下であった。男性は病気の保有や障害者や犯罪者であるなど特別な事情がない以外は全員結婚する皆婚であった。女性は男性より未婚率が高くて、有力な男性の妾となる女性がいた。また、パンパンと呼ばれた売春婦となる女性や、占領軍の兵士と結婚して「戦争花嫁」となった女性もいた。最後の家制度世代であった。1945年（昭和20年）11月1日の沖縄県を除く日本全国の人口調査では兵役についた年齢の17歳から39歳までの性比が低いが、20歳代半ばの性比は0.4人まで低下して、20代では男性人口は女性人口の半分以下しか存在しなかった。
大正生まれの女性は半数近くの5割は90歳代まで生存しているが、男性は40歳までの病死及び戦死率が高かった。大正生まれの男性の40歳時点の生存率は約5割（50%）であった。

### 家制度世代
大正世代は太平洋戦争から復員した終戦後に子供を儲けた世代である。団塊の世代を中心にしらけ世代までにかけての親世代となった。戦後の第一次ベビーブームで日本の人口を急増させた多産世代である。
息子である団塊の世代には体罰教育が当たり前に行われていた。戦後に婦人参政権を得た最年少の世代である。漫画家である（水木しげる・武良布枝）夫妻のように昭和一桁世代の一つ世代が若い女性と結婚する男性も多くて、大正世代であっても子供数が2人や子供が女子のみしか誕生しなかった家庭の男性もいたが、9割以上のほとんどの男性は息子である跡継ぎがいた。

### 結婚と出産
- この世代はまだお見合い結婚が主流であった。子供の数も4人から6人の複数兄弟が当たり前であり、大正前期生まれは、明治生まれ世代と同様、平均子供数が4人から6人であったが、大正後期生まれ（しらけ世代の親）は平均子供人数が3人程度まで落ち込んだ。女性は戦中生まれと団塊の世代は産婦人科ではなく、産婆による自宅などでの出産制度が主流であったが、大正後期生まれになると都市部を中心に産婦人科での病院出産も増えた。
- 出生コーホート別の国立社会保障人口問題研究所が調査した出生数の統計では、以下となっていた。

＜大正初期生まれ世代＞
- 1911年（明治44年）生まれから〜1915年（大正4年）生まれの大正初期生まれ世代の婚姻をしている女性の子供数として1960年（昭和35年）に実施した調査結果では以下となった。

1. 不妊症などで無子である女性が7.1%
2. 子供数が1人の女性が7.9%
3. 子供数が2人の女性が9.4%
4. 子供数が3人の女性が13.8%
5. 子供数が4人以上である女性が61.8%であった。

- 平均出生数（子供数）は4.2人であった。

＜分析結果＞
- 不妊症の無子の家庭もある程度いたが、養子として親戚などから子供を迎えて家を存続したケースが多かった。子供数1人と子供数2人の女性は1割以下で、戦時中に結婚した夫が戦死して多産にならなかったケースが多くて、子供数3人の女性も1割弱であり都市部の住民（高学歴層・サラリーマン層・工場労働者層）に子供数が3人以下の家庭が多かった。大部分の国民の約6割が子沢山である子供数が4人以上であり、農家は金の卵と呼ばれた子供数が6人から10人である子沢山の家庭が多かった。

＜大正末期生まれ世代＞
- 1921年（大正10年）生まれから〜1925年（大正14年）生まれの大正末期生まれ世代の婚姻をしている女性の子供数として1970年（昭和45年）に実施した調査結果では以下となった。

1. 不妊症などで無子である女性が6.9%
2. 子供数が1人の女性が9.2%
3. 子供数が2人の女性が24.5%
4. 子供数が3人の女性が29.7%
5. 子供数が4人以上である女性が29.6%であった。

- 平均出生数（子供数）は2.9人であった。

＜分析結果＞
- 子供数2人や子供数3人の女性が増加して大学などの高等教育に子供を進学させるサラリーマン化した家庭や少子化が大正末期生まれ世代で進行した。子供数4人以上の女性も3割近くと多くて子供数3人が平均家族モデルであった。[12]

## 大正世代生まれの成長過程と人生

### 昭和時代の青年期
青年期になり、大学生などのインテリ層や労働者の中には自由主義を唱えたり社会主義思想に共感を持ち、学生運動をするなどリベラルな思想を持っていた世代であったが、青年期に、国粋主義者や大日本帝国陸軍による五・一五事件や二・二六事件などのテロによって政友会と民政党の2大政党による政党政治が崩壊して、大正デモクラシーから昭和時代になり軍国主義の日本となった。世界恐慌による就職難の時代であり、1932年（昭和7年）の失業率は6.9%まで上り、「就職氷河期」の同義語に当たる「大学は出たけれど」が流行語になった。中でも、高等小学校を出た大正一桁生まれは、軒並み就職難に遭遇した。冷害の年が続いた為、寒冷地の農村では「娘の身売り」が社会問題に発展した。

### 中年期
男性のサラリーマン化が進み、団塊の世代として誕生した息子の進路と進学状況は、富裕層やサラリーマン層の家庭では高校や大学に息子を進学させて、娘には短期大学や女子大学に進学させた親や家庭がいる一方で、農家や貧困家庭では、中学卒業や高校卒業の「金の卵」と呼ばれる労働者（「集団就職」も参照）になる家庭に分かれた。また、当時は地方を中心に「女に学問はいらない」という考えも残っていたため、息子は大学に進学させても娘は高卒止まりという家庭も少なくなかった。

### 高齢期
総人口は大正時代が15年間の短期間であったのが理由で明治生まれより少なく、1945年（昭和20年）の時点で大正世代より明治生まれと昭和生まれの方が総人口が多かった。1977年（昭和52年）7月には大正生まれの最年長者が65歳になって高齢者の仲間入りをし、1991年（平成3年）までに大正世代は全員が高齢者となった。平成時代の期間内に大部分が死亡したものの、2010年代から令和初期の2020年代にかけて、皇族では三笠宮崇仁親王と妃の百合子、元総理大臣では中曽根康弘及び村山富市が、実業家ではジャスコ経営者の小嶋千鶴子が100歳以上の長寿者となった。それまで、戦後一貫して軍事対象の恩給や戦死者を対象とする遺族年金の受給があり、陸軍同窓会と海軍同窓会と反省会が開かれていた。

### 定年・引退
1972年（昭和47年）頃に大正初期世代の1912年（大正元年）生まれが定年を迎え始めて（当時は55歳定年の企業も多かったので数年ほど早く定年を迎えた者もいる）、1986年（昭和61年）頃に大正末期世代の1926年（大正15年）生まれが定年を迎えて、1972年（昭和47年）から1986年（昭和61年）の高度成長期後からバブル経済期までの安定成長期間内に大正世代が年金生活者となり、昭和末期のバブル期に大正世代は全員が定年を迎えて平成初期にかける時期に政治界と経済界では昭和一桁生まれ世代と世代交代した。年金運用は大正世代までは子供数が4人から6人の複数で黒字化していた。1987年（昭和62年）から2001年（平成13年）のバブル期から平成不況期にかけての時期に大正世代は後期高齢者となった。女性の平均寿命は大正生まれが後期高齢者になる前の1984年（昭和59年）に既に80歳を超えており、男性の平均寿命は1971年（昭和46年）に70歳を超えてからは、2013年（平成25年）に80歳を超えるまでの間は長らく70歳台であったので、大正生まれの平均寿命は男性が70歳台、女性は80歳台で推移した。
2009年（平成21年）の第45回衆議院議員総選挙で、最後の大正生まれの国会議員の中山太郎が落選して大正世代の国会議員がいなくなり全国会議員が昭和生まれとなった。
なお、次の世代である昭和一桁世代は、男性が短命である。
大正生まれは2021年で全員95歳以上となっている。大正元年生まれは2022年に110歳を迎えた。男性は2019年頃、女性は2021年頃より都道府県の最高齢者が大正生まれとなるケースが出始めた。2024年3月には確認できる国内最高齢の男性は大正生まれとなった。

## 親・子供世代

### 両親・祖父母世代
親の世代は明治20年代生まれから明治30年代生まれである場合が多く、祖父母の世代は幕末生まれから明治一桁生まれが多い。
大正時代に生まれた者は、大日本帝国期の家制度で兄弟の人数が多く、兄弟間に年齢差がある事情もあり、明治生まれや昭和生まれに兄弟がいることも多い。家制度の下では、都会（東京府・大阪府・福岡県）のインテリ層（旧制大学や旧制中学に進学させる家庭）や、大正時代に誕生したサラリーマン層、貧しい工場労働者層でも兄弟は3人ほどで、農家では10人以上の兄弟がいる家庭もおり、日本全体の平均的な家族は息子3人と娘3人の合計6人を平均モデルとする兄弟数であった。
また家制度の下では女性の社会的地位が低かったこともあり、昭和天皇と香淳皇后夫妻や成田きん（きんさんぎんさんの姉）夫妻のように最初に女子ばかり誕生しても跡継ぎである男子が誕生するまで複数の子供を出産する家庭が多かった。

### 子供・孫世代
大正一桁生まれの子供の多くは焼け跡世代と団塊の世代である。
特に多いのが団塊の世代であり、軍隊経験など戦争の影響がなかった男性やお見合い結婚が早期に成立した者は戦前から戦中期に結婚・出産をしている。
一方、大正10年代生まれの子供の世代は団塊の世代からポスト団塊の世代が多い。
孫の世代は、大正一桁生まれであればしらけ世代からポスト団塊ジュニアにかけての、大正10年代生まれであれば団塊ジュニアからゆとり世代の広い範囲に分布しており、特に団塊ジュニア世代とポスト団塊ジュニア世代に集中している。

## 大正世代の有名人
| 芸能界・文化人 - 森川信 - 森光子 - 瀬戸内寂聴 - 笠置シヅ子 - 春日野八千代 - 森繁久弥 - 内藤武敏 - 清川虹子 - ミヤコ蝶々 - 長谷川町子 - 山岡久乃 - 並木路子 - 吉田正 - 三崎千恵子 - 大滝秀治 - 三島由紀夫 - 橋田壽賀子 - 石井ふく子 - 小篠綾子 - 高杉早苗 - 加藤道子 - 逢初夢子 - 大路三千緒 - 淡島千景 - 京マチ子 - 渡辺富美子 - 二葉あき子 - 赤木春恵 - 乙羽信子 - 丹波哲郎 - 三國連太郎 - 加藤治子 - 山田五十鈴 - 山本義正 - 阿川弘之 - 大屋政子 - 原節子 - 伊藤桂一 - 竹野栄 - 内海桂子 - 高峰秀子 - 山下清 - 水木しげる - 福井英一 - 三船敏郎 - 川内康範 - やなせたかし - 越路吹雪 - 植木等 - 渡辺宙明 - 天本英世 - 潮健児 | 総理大臣など政治家・官僚 - 田中角栄 - 中曽根康弘 - 竹下登 - 宇野宗佑 - 宮澤喜一 - 村山富市 - 野中広務 - 安西愛子 - 松野頼三 - 田口一男 - 大田昌秀 - 石橋政嗣 - 竹入義勝 - 本島等 - 角屋堅次郎 - 田村元 - 田辺誠 - 永野茂門 - 塩川正十郎 - 安倍晋太郎 - 金丸信 - 田英夫 - 野坂浩賢 - 伊東正義 - 後藤田正晴 - 鳩山威一郎 - 梶山静六 - 三木睦子 - 山口武平 - 武藤嘉文 - 前川辰男 - コロムビア・トップ - 中山太郎 | 皇族関係者・華族・軍人（大日本帝国の関係者） - 三笠宮崇仁親王 - 近衛文隆 - 鳥取滋治郎 - 上杉隆憲 - 鷹司平通 - 池田隆政 - 盛厚王 - 盛厚王妃成子内親王 - 津野田知重 - 吉田清治 - 江橋慎四郎 - 横井庄一 - 小野田寛郎 - 藤原彰 | 学者・言論界 - 高梨公之 - 加藤一郎 - 江崎玲於奈 - 小柴昌俊 - 福井謙一 - 南部陽一郎 - 賀川光夫 - 遠山茂樹 - 渡辺恒雄 - 吉本隆明 - 日高六郎 - 岩崎英二郎 - 司馬遼太郎 - 細川隆一郎 - 丸山眞男 - 林忠四郎 - 梅棹忠夫 - 河合雅雄 - 伊谷純一郎 - 石母田正 - 家永三郎 - 井上光貞 - 安田元久 - 永原慶二 - 土田直鎮 - 坪井清足 - 護雅夫 | スポーツ界（横綱・野球選手・オリンピック選手など） - 安芸ノ海節男 - 栃錦清隆 - 照國萬藏 - 吉葉山潤之輔 - 千代の山雅信 - 鏡里喜代治 - 前田山英五郎 - 羽黒山政司 - 東富士欽壹 - 前畑秀子 - 大松博文 - 鈴木圭一郎 - 西村正夫 - 西本幸雄 - 与那嶺要 - 川上哲治 | 実業家 - 岡田卓也 - 竹井博友 - 豊田英二 - 九鬼喜久男 - 小嶋千鶴子 - 藤田田 - 盛田昭夫 - 久万俊二郎 - 中内㓛 - 小佐野賢治 - 正力亨 - 大橋鎭子 - 坂野惇子 - 樋口廣太郎 - 岡田茂 - 平岩外四 - 渡邉恒雄 |